# Premiul John W. Campbell Memorial
Premiul John W. Campbell pentru cel mai bun roman științifico-fantastic (engleză John Wood Campbell Memorial Award for Best Science Fiction Novel) este un premiu acordat unor lucrări științifico-fantastice. americane A fost înființat în anul 1972 de doi scriitori SF de succes, Harry Harrison și Brian Aldiss, pentru a onora memoria lui John W. Campbell, recent defunctul editor a revistei Astounding. Ca și alte premii importante americane de literatură științifico-fantastică, cum ar fi premiul Nebula sau Hugo, candidații sunt selectați de către un juriu. În 1976 juriul nu a găsit de cuviință să premieze romanele apărute anul anterior astfel încât s-a acordat un premiu retrospectiv pentru un roman apărut în anul 1970. În 1994 nu s-a acordat niciun premiu datorită unor erori apărute în procesul de nominalizare.

## Juriul
1. Gregory Benford, câștigător al premiului Nebula, autor al romanului Timescape
2. Istoricul Paul A. Carter, autor al The Creation of Tomorrow: Fifty Years of Magazine Science Fiction
3. James Gunn, câștigător al premiului Hugo, om de știință, fost președinte al Science Fiction and Fantasy Writers of America
4. Elizabeth Anne Hull, fost președinte al Science Fiction Research Association
5. Christopher McKitterick, associate director of the Center for the Study of Science Fiction
6. Criticul Paul Kincaid, fost președinte al comisiei de acordare a premiului Arthur C. Clarke
7. Pamela Sargent, editor, câștigător al premiului Nebula, editor al antologiilor Women of Wonder
8. Tom Shippey, editor al The Oxford Book of Science Fiction Stories

## Câștigătorii
- 1973 - Beyond Apollo, Barry N. Malzberg
- 1974 (împărțit) - Rendezvous with Rama, Arthur C. Clarke; Malevil, Robert Merle
- 1975 - Flow My Tears, The Policeman Said, Philip K. Dick[1]
- 1976 - The Year of the Quiet Sun, Wilson Tucker (premiu retroactiv special pentru un roman din 1970)
- 1977 - The Alteration, Kingsley Amis
- 1978 - Poarta, Frederik Pohl
- 1979 - Gloriana, Michael Moorcock
- 1980 - On Wings of Song, Thomas M. Disch
- 1981 - Timescape, Gregory Benford
- 1982 - Riddley Walker, Russell Hoban
- 1983 - Helliconia Spring, Brian W. Aldiss
- 1984 - The Citadel of the Autarch, Gene Wolfe
- 1985 - The Years of the City, Frederik Pohl
- 1986 - Poștașul vine după apocalips, David Brin
- 1987 - A Door into Ocean, Joan Slonczewski
- 1988 - Lincoln's Dreams, Connie Willis
- 1989 - Islands in the Net, Bruce Sterling
- 1990 - The Child Garden, Geoff Ryman
- 1991 - Pacific Edge, Kim Stanley Robinson
- 1992 - Buddy Holly is Alive and Well on Ganymede, Bradley Denton
- 1993 - Brother to Dragons, Charles Sheffield
- 1994 - nu s-a acordat
- 1995 - Permutation City, Greg Egan
- 1996 - The Time Ships, Stephen Baxter
- 1997 - Fairyland, Paul J. McAuley
- 1998 - Forever Peace, Joe Haldeman
- 1999 - Brute Orbits, George Zebrowski
- 2000 - A Deepness in the Sky, Vernor Vinge
- 2001 - Genesis, Poul Anderson
- 2002 (împărțit) -  Terraforming Earth, Jack Williamson; The Chronoliths, Robert Charles Wilson
- 2003 - Probability Space, Nancy Kress
- 2004 - Omega, Jack McDevitt
- 2005 - Market Forces, Richard Morgan
- 2006 - Mindscan, Robert J. Sawyer
- 2007 - Titan, Ben Bova
- 2008 - In War Times, Kathleen Ann Goonan
- 2009 (împărțit) - Little Brother, Cory Doctorow; Song of Time, Ian R. MacLeod
- 2010 - The Windup Girl, Paolo Bacigalupi
- 2011 - The Dervish House, Ian McDonald
- 2012 (împărțit) - The Islanders, Christopher Priest; The Highest Frontier, Joan Slonczewski
- 2013 - Jack Glass: The Story of a Murderer, Adam Roberts
- 2014 - Strange Bodies, Marcel Theroux
- 2015 - The First Fifteen Lives of Harry August, Catherine Webb